# Victoria Memorial (Londres)
El Victoria Memorial es un monumento a la Reina Victoria situado al final de The Mall en Londres, Reino Unido, diseñado y realizado por el escultor Sir Thomas Brock. Concebido en 1901, fue inaugurado el 16 de mayo de 1911, aunque no se completó hasta 1924. Fue la pieza central de un ambicioso proyecto urbanístico, que también comprendía la creación de los Queen’s Gardens según el diseño de Sir Aston Webb, y la renovación de la fachada del Palacio de Buckingham (situado detrás del memorial) por el mismo arquitecto.
Como el Albert Memorial, situado en Kensington Gardens, que conmemora el consorte de Victoria, el Victoria Memorial tiene un complejo significado iconográfico. El pilono central del monumento es de mármol pentélico y las estatuas son de mármol de Carrara y bronce dorado. El monumento pesa 2300 toneladas y tiene 32 m de ancho. En 1970 fue declarado un monumento clasificado de Grado I.

## Historia

### Propuesta
El Rey Eduardo VII propuso que se formara un comité parlamentario para desarrollar el proyecto de un monumento a la Reina Victoria tras su muerte. La primera reunión se celebró el 19 de febrero de 1901 en la Foreign Office, Whitehall. El primer secretario del comité fue Arthur Bigge, barón de Stamfordham. Inicialmente estas reuniones eran a puerta cerrada, y no se hacían públicas las actas. Sin embargo, el alcalde de Londres, Sir Joseph Dimsdale, anunció al público que el comité había decidido que el Memorial debía ser "monumental".

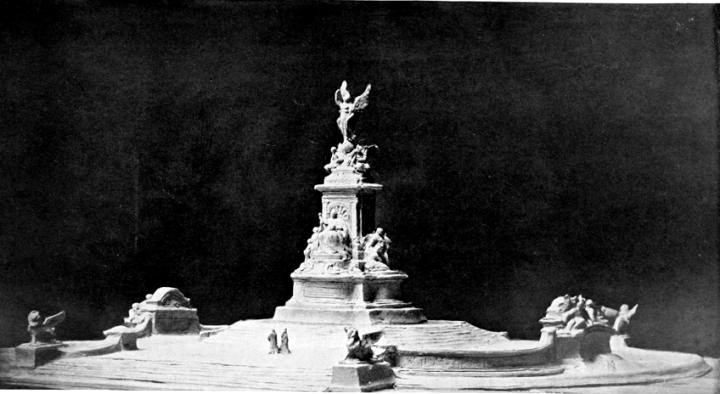
El boceto de Thomas Brock del diseño final del Victoria Memorial.

Reginald Brett, secretario del comité, presentó la propuesta al Rey el 4 de marzo de 1901. Se propusieron varias posibles ubicaciones, y el Rey visitó la Abadía de Westminster y el parque cerca del Palacio de Westminster. Se rumoreaban varias ideas en esta época, incluida una plaza abierta en The Mall cerca de la Columna del Duque de York y Green Park.
La ubicación definitiva del Memorial se anunció el 26 de marzo: se situaría frente al Palacio de Buckingham, al final de The Mall, que sería acortado ligeramente. Se estimó que su construcción costaría 250 000 libras y el Gobierno no concedió subsidio para su construcción. Una vez que se decidió la ubicación, se convocó una competición para escoger el diseño. Se escogieron a cinco arquitectos para que presentaran propuestas. Este concurso duró hasta principios de julio de 1901, cuando el comité eligió su diseño preferido para la construcción y lo mandó al Rey para su aprobación. El 21 de octubre de 1902 se anunció que se había escogido el diseño de Thomas Brock, con un coste estimado de 200 000 libras.

### Financiación y construcción
Se consiguió financiación para la construcción del monumento de todo el Imperio Británico y del público. La Cámara de Representantes de Australia aportó 25 000 libras para su construcción el 17 de octubre de 1905. El gobierno de Nueva Zelanda concedió un cheque de 15 000 libras para el fondo. En octubre de 1901, se habían reunido unas 154 000 libras para la construcción del monumento. Durante 1902, varias tribus de la costa oeste de África mandaron bienes para que se vendieran y que estas ganancias se dedicaran a la construcción del monumento. Alfred Lewis Jones acordó llevar estos objetos gratis de África a Liverpool en sus barcos.
Tras las donaciones públicas y nacionales, se reunió más dinero del necesario para la construcción del Victoria Memorial. El dinero que sobró se dedicó a la construcción del Admiralty Arch al otro lado de The Mall, y para abrir un camino directo desde esta calle hasta Trafalgar Square. Sir Aston Webb estuvo a cargo de este proyecto, y construyó el Arco tan económicamente que quedó dinero para renovar toda la fachada del Palacio de Buckingham, obra que se completó en trece semanas debido a la prefabricación de la nueva mampostería.
La fase inicial de la construcción era modificar The Mall. Brock esperaba que las obras del Memorial empezaran en 1905. La primera parte del monumento revelada al público fue la mitad inferior, el 23 de mayo de 1909. El primer día fue visitado por miles de personas.

### Inauguración

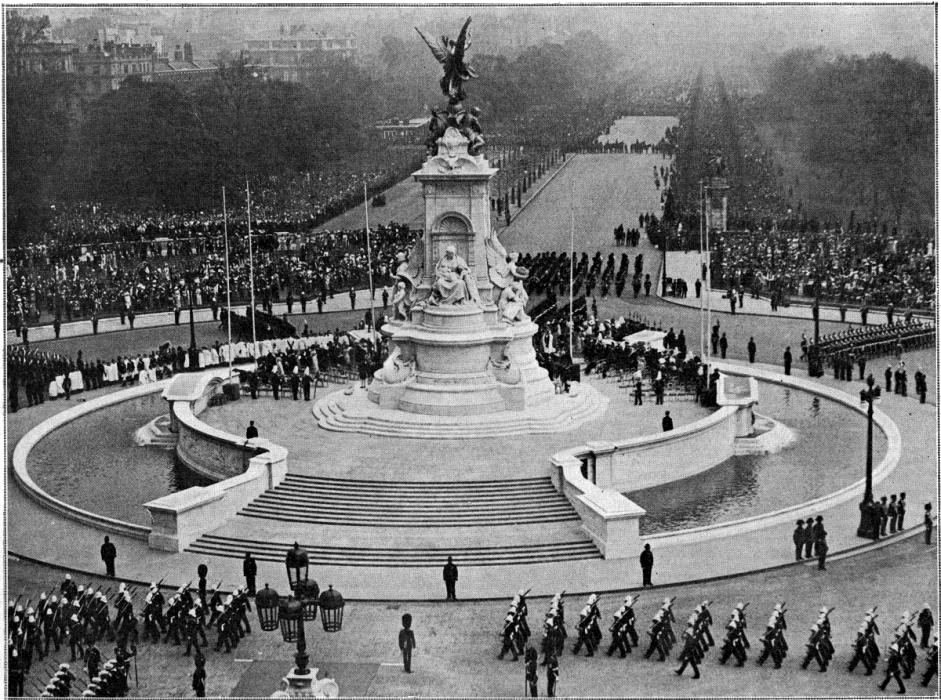
La ceremonia de inauguración del monumento.

La ceremonia de inauguración se realizó el once de marzo de 1911, en presencia del Príncipe Arturo. La verdadera ceremonia de inauguración se realizó el 16 de mayo, y fue dirigida por Jorge V. También estuvo presente en la ceremonia su primo Guillermo II de Alemania. Ellos eran los dos nietos más mayores de Victoria, y llegaron junto con sus familias en procesión real. También asistió un gran número de miembros del Parlamento en sus uniformes ceremoniales, junto con representantes de las fuerzas armadas.
En su papel de Ministro del Interior, Winston Churchill llevó el texto de los discursos. Lord Esher se dirigió al Rey y a la multitud reunida, explicando la historia del Memorial. El Rey respondió haciendo referencia a su implicación en el desarrollo del monumento a su abuela. Habló sobre el impacto de la Reina Victoria en el país, y su popularidad entre el público. En total, la ceremonia duró unos treinta minutos. Tras esto, se reveló a la prensa que el Rey había decidido que el escultor del monumento, Thomas Brock, iba a ser nombrado caballero.

### Usos posteriores
Como parte de las celebraciones del Jubileo de Oro de Isabel II, el Victoria Memorial (junto con otras zonas del Green Park y el Palacio de Buckingham) se usó como plataforma para un espectáculo de fuegos artificiales que duró catorce minutos, y que usó un total de 2,75 toneladas de fuegos artificiales. Además, se añadieron chorros de agua a las fuentes del Victoria Memorial, que impulsaban el agua doce metros hacia arriba. Este espectáculo siguió un concierto celebrado en el patio delantero del Palacio.
En febrero de 2012 se anunció que el Victoria Memorial constituiría la pieza central del escenario para el Diamond Jubilee Concert de la Reina Isabel II el 4 de junio de ese año. Se construyeron plataformas alrededor del Memorial, diseñadas por Mark Fisher con un coste de 200 000 libras, cuya construcción duró dos semanas. Aparecieron artistas de los sesenta años de reinado de Isabel II, incluidos Tom Jones, Elton John, Jessie J, Madness, Shirley Bassey y Paul McCartney. Los tickets eran gratis y disponibles por sorteo público, y aparte de los 10 000 fanes que asistieron, el evento fue retransmitido por la BBC y la ABC mostró un resumen en los Estados Unidos.
Posteriormente ese mismo año, el Memorial marcó el final del "Our Greatest Team Parade" del 10 de septiembre de 2012. Este desfile celebró el éxito del equipo británico en los Juegos Olímpicos de Londres 2012 y los Juegos Paralímpicos. Hubo 21 autobuses que llevaron un total de unos ochocientos atletas, y se estimó que asistieron aproximadamente un millón de personas al evento. La zona del Mall desde Admiralty Arch hasta el Victoria Memorial estaba reservada para personas que tuvieran tickets. Tras la llegada al Victoria Memorial, hubo un desfile aéreo de helicópteros de la Royal Air Force, así como un jet de British Airways y un vuelo de los Red Arrows. Durante las olimpiadas, el Mall y el Victoria Memorial se usaron como línea de meta de la maratón, además de formar parte de la ruta del triatlón.
El monumento resultó dañado por manifestantes contra la austeridad durante la "Million Mask March" del 5 de noviembre de 2013, que se realizó en el centro de Londres, especialmente en Trafalgar Square y frente al Palacio de Buckingham. Durante las protestas del año siguiente, el monumento estuvo custodiado por agentes de policía.
El monumento volvió a servir como eje principal durante el jubileo de Platino de la reina Isabel II en 2022 a pesar de que la monarca no se presentó como tal en el lugar, puesto que Isabel se encontraba en el castillo de Windsor por sus problemas de movilidad (Isabel falleceria en septiembre de ese mismo año) y, al igual que los monarcas anteriores, el féretro de Isabel, Jorge VI, Jorge V y Eduardo VII fue trasladado frente al monumento durante sus respectivos funerales de estado.

## Descripción

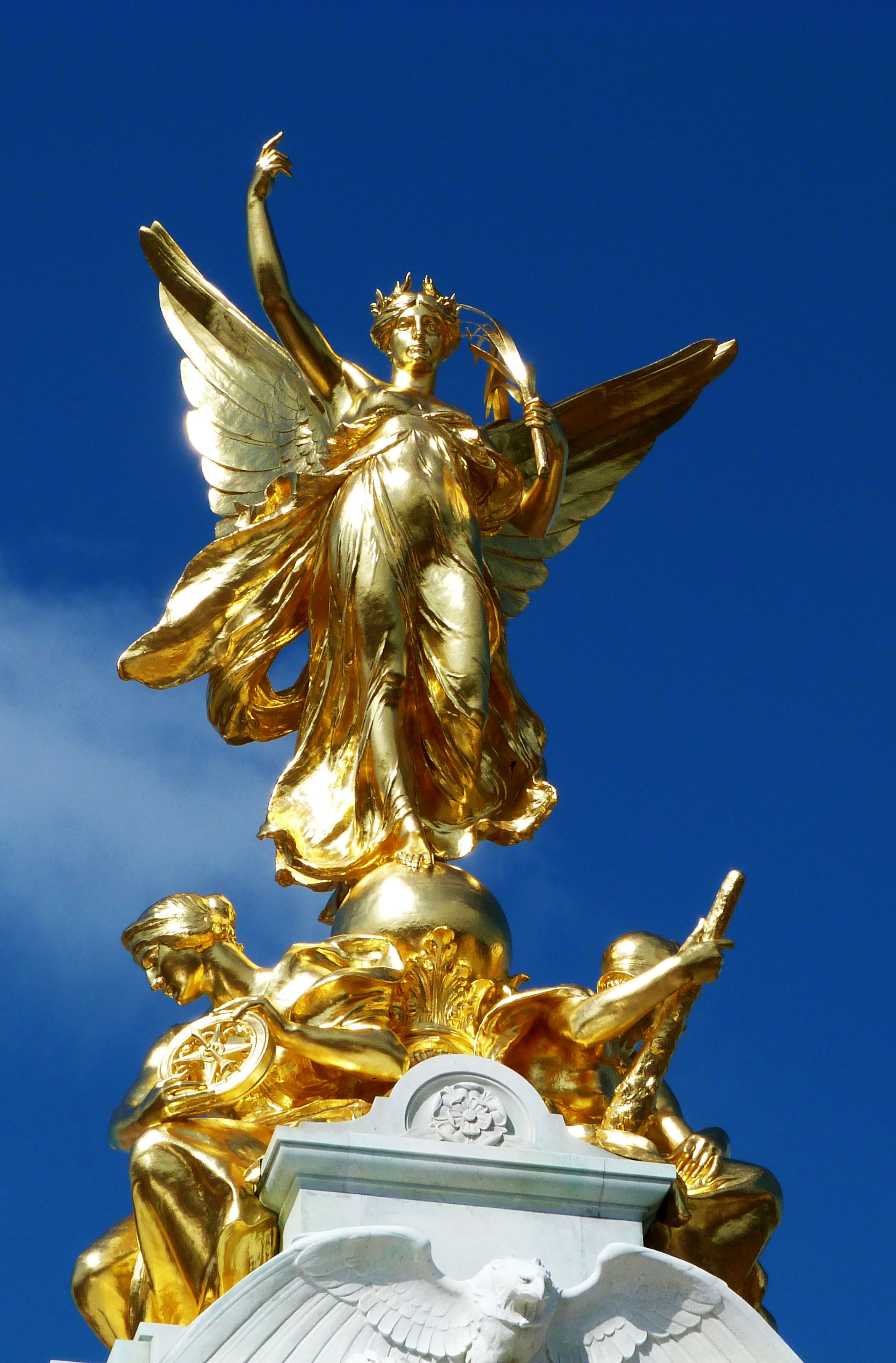
La Victoria Alada que corona el monumento.

En la cima del pilono central hay una Victoria Alada de bronce dorado, situada sobre un globo terráqueo y con una palma de vencedor en una mano. Debajo de ella hay personificaciones de la Constancia, que sostiene un compás con su aguja apuntando al norte verdadero, y el Coraje, que sostiene una cachiporra. Debajo de estas esculturas, hay dos águilas con las alas extendidas en los lados este y oeste, que representan al Imperio Británico. Más abajo, hay estatuas de la Reina Victoria entronizada (frente a The Mall) y de la Maternidad (frente al Palacio de Buckingham), junto con la Justicia (hacia el noroeste, es decir, hacia Green Park) y la Verdad (hacia el sureste). Estas esculturas se crearon a partir de piezas únicas de mármol. Por ejemplo, la Verdad se esculpió a partir de un bloque que pesaba cuarenta toneladas. Brock describió el simbolismo del Memorial diciendo que estaba dedicado a las "cualidades que hicieron de nuestra Reina tan grande y tan querida." Añadió que la estatua de la Reina se situó mirando hacia la ciudad, flanqueada por la Verdad y la Justicia debido a que consideraba que "ella era justa y buscaba siempre la verdad", mientras que la Maternidad pretendía representar su "gran amor por su pueblo".

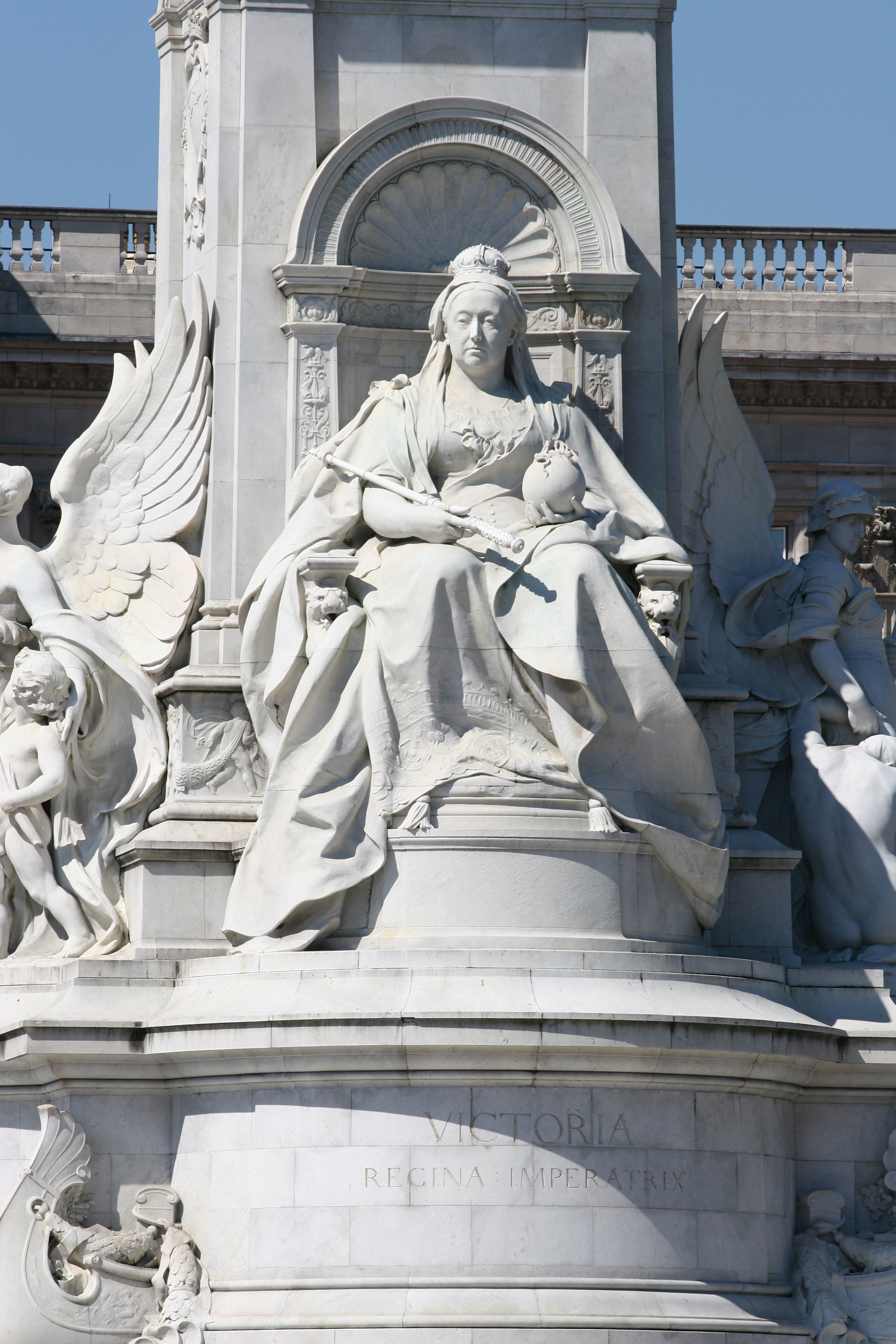
La estatua de la Reina Victoria entronizada.

En las cuatro esquinas del monumento hay grandes figuras de bronce con leones, que representan la Paz (una figura femenina que sostiene una rama de olivo), el Progreso (un joven desnudo que sostiene una antorcha encendida), Agricultura (una mujer vestida de campesina con una hoz y una gavilla de maíz) y Manufactura (un herrero con traje moderno que sostiene un martillo y un pergamino). En las bases de estos dos últimos grupos está inscrito REGALO DE NUEVA ZELANDA.
Todo el programa escultórico tiene un tema náutico, como el resto de The Mall (por ejemplo, Admiralty Arch). Esto se puede ver en las sirenas, tritones y el hipogrifo, todos los cuales sugieren la potencia naval del Imperio Británico.
El memorial está situado en medio de un entorno de jardines formales diseñado por el arquitecto Sir Aston Webb.
Con casi 25 m de altura, el Victoria Memorial es el monumento más alto a un Rey o una Reina situado en Inglaterra.